# Підвисоцька сільська рада (Бережанський район)
Підвисо́цька сільська́ ра́да — До 5 квітня 2019 року адміністративно-територіальна одиниця та орган місцевого самоврядування в Бережанському районі Тернопільської області. Адміністративний центр — село Підвисоке.

## Загальні відомості
- Територія ради: 14,475 км²
- Населення ради: 572 особи (станом на 2001 рік)
- Територією ради протікає річка Нараївка

## Населені пункти
Сільській раді підпорядковані населені пункти:
- с. Підвисоке
- с. Гутисько
- с. Демня

## Історія
Село Гутисько спочатку утворювало окрему сільську раду, згодом дві адміністративно-територіальні одиниці було об'єднано.

## Склад ради
Рада складається з 14 депутатів та голови.
- Голова ради: Малиняк Ольга Семенівна
- Секретар ради: Крупій Галина Романівна

### Керівний склад попередніх скликань
| Прізвище, ім'я, по батькові | Основні відомості                                                                | Дата обрання | Дата звільнення |
| --------------------------- | -------------------------------------------------------------------------------- | ------------ | --------------- |
| Малиняк Ольга Семенівна     | Сільський голова, 1960 року народження, освіта вища, член Народного Руху України | 26.03.2006   | 31.10.2010      |
| Малиняк Ольга Семенівна     | Сільський голова, 1960 року народження, освіта вища, член Народного Руху України | 31.10.2010   |                 |

Примітка: таблиця складена за даними сайту Верховної Ради України

### Депутати
За результатами місцевих виборів 2010 року депутатами ради стали:

#### За суб'єктами висування
| Суб'єкт висування                                       | Кількість обраних депутатів | %    |
| ------------------------------------------------------- | --------------------------- | ---- |
| Самовисування                                           | 7                           | 50   |
| Політична партія Народний Рух України                   | 3                           | 21,4 |
| Політична партія Всеукраїнське об'єднання «Батьківщина» | 2                           | 14,3 |
| Політична партія Всеукраїнське об'єднання «Свобода»     | 1                           | 7,1  |
| Політична партія «Наша Україна»                         | 1                           | 7,1  |

#### За округами
| № округу                                                | Прізвище, ім'я, по батькові    | Дата визнання обраним | Освіта             | Партійна приналежність                        | Відомості про обраного депутата                                              |
| ------------------------------------------------------- | ------------------------------ | --------------------- | ------------------ | --------------------------------------------- | ---------------------------------------------------------------------------- |
| Політична партія Всеукраїнське об'єднання «Батьківщина» |                                |                       |                    |                                               |                                                                              |
| 7                                                       | Чуковський Михайло Миколайович | 02.11.2010            | вища               | член Всеукраїнського об'єднання «Батьківщина» | Підвисоцька загальноосвітня школа І-ІІ ст., вчитель                          |
| 14                                                      | Оберська Ганна Іванівна        | 02.11.2010            | середня спеціальна | член Всеукраїнського об'єднання «Батьківщина» | Підвисоцький з-д будматеріалів, начальник відділу збуту                      |
| Політична партія Всеукраїнське об'єднання «Свобода»     |                                |                       |                    |                                               |                                                                              |
| 2                                                       | Храпцьо Володимир Васильович   | 02.11.2010            | вища               | член Всеукраїнського об'єднання «Свобода»     | тимчасово не працює                                                          |
| Політична партія Народний Рух України                   |                                |                       |                    |                                               |                                                                              |
| 8                                                       | Ващак Ярослав Остапович        | 02.11.2010            | середня спеціальна | позапартійний                                 | Підвисоцький з-д будматеріалів, водій                                        |
| 10                                                      | Кузів Богдан Григорович        | 02.11.2010            | середня спеціальна | член Народного Руху України                   | Підвисоцький з-д будматеріалів, укладчик-пакувальник                         |
| 12                                                      | Олійник Володимир Богданович   | 02.11.2010            | середня спеціальна | член Народного Руху України                   | Тернопільська дистанція сигналізації зв'язку, електромеханік                 |
| Політична партія «Наша Україна»                         |                                |                       |                    |                                               |                                                                              |
| 13                                                      | Бончук Оксана Федорівна        | 02.11.2010            | середня спеціальна | член Політичної партії «Наша Україна»         | Підвисоцький з-д будматеріалів, головний бухгалтер                           |
| Самовисування                                           |                                |                       |                    |                                               |                                                                              |
| 1                                                       | Березіцький Микола Михайлович  | 02.11.2010            | незакінчена вища   | позапартійний                                 | Тернопільський національний педагогічний університет ім. В. Гнатюка, студент |
| 3                                                       | Михайлишин Ігор Іванович       | 02.11.2010            | вища               | позапартійний                                 | приватний підприємець                                                        |
| 4                                                       | Юськів Василь Миронович        | 02.11.2010            | середня спеціальна | позапартійний                                 | Підвисоцький з-д будматеріалів, мельник вапна                                |
| 5                                                       | Крупий Галина Романівна        | 02.11.2010            | середня спеціальна | позапартійна                                  | Підвисьцька с/р, секретар                                                    |
| 6                                                       | Карневич Людмила Анатоліївна   | 02.11.2010            | середня спеціальна | позапартійна                                  | Підвисоцький народний дім, завідувач                                         |
| 9                                                       | Денега Оксана Богданівна       | 02.11.2010            | незакінчена вища   | позапартійна                                  | тимчасово не працює                                                          |
| 11                                                      | Голембйовський Тарас Ігорович  | 02.11.2010            | середня спеціальна | позапартійний                                 | АЗС м. Бережани, помічник оператора                                          |